# Río Uesete
Le río Uesete est un cours d'eau de l'Amazonie vénézuélienne. Situé dans l'État d'Amazonas, il est un sous affluent de l'Orénoque et se jette en rive gauche dans le río Ventuari dont il est l'un des premiers affluents entre les localités de Rajuña et Tauañuña. Il arrose principalement les localités de Cajiaruña, Chirijuña et Castaña.